# Ansonia leptopus
Ansonia leptopus är en groddjursart som först beskrevs av Günther 1872.  Ansonia leptopus ingår i släktet Ansonia och familjen paddor. Inga underarter finns listade i Catalogue of Life.

## Bildgalleri

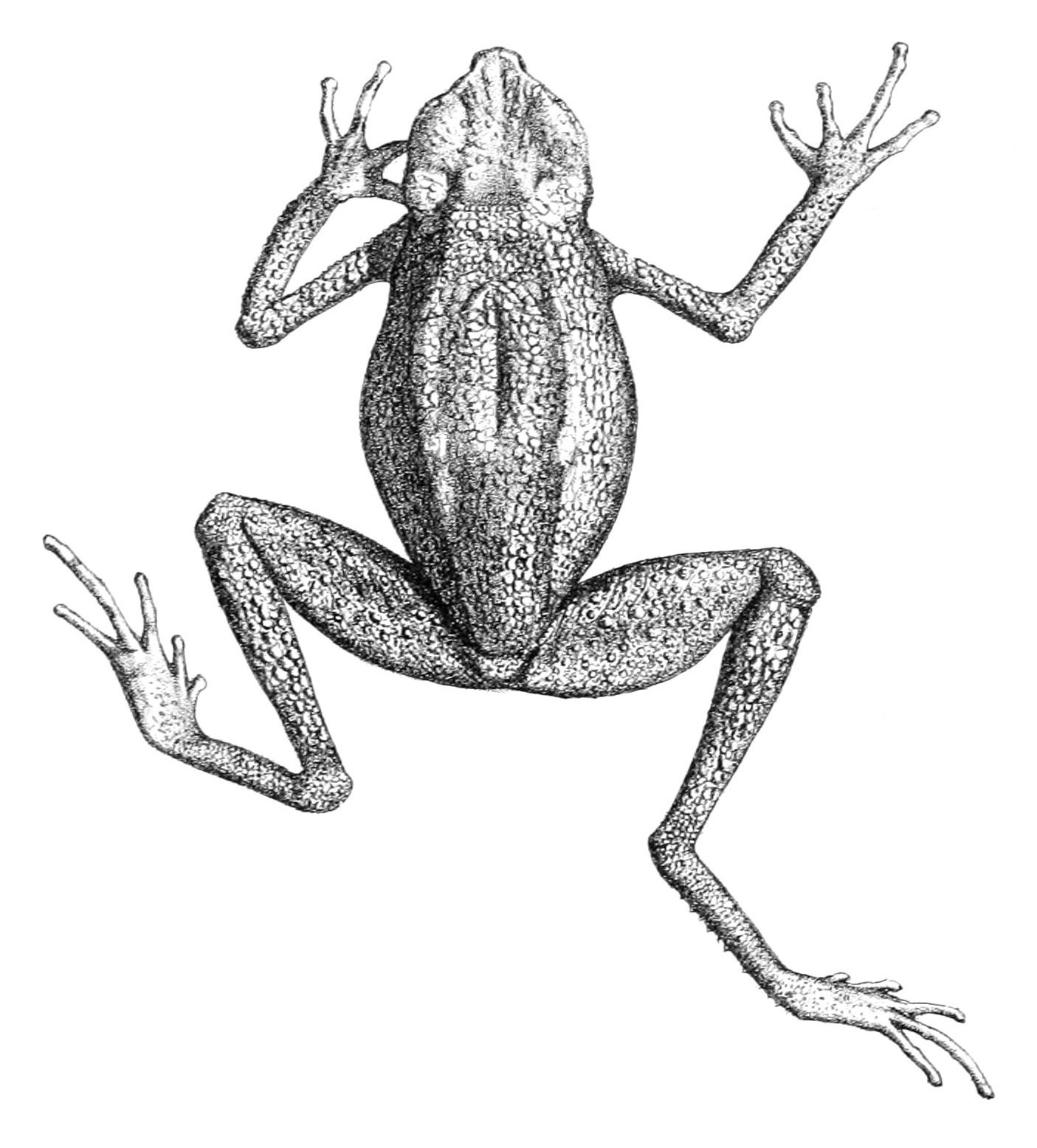